# JR貨物EH200型電力機車
EH200型電力機車，是供日本貨物鐵道使用的交流傳動八軸電力機車，適用於直流電化區段，這款機車的暱稱為「ECO-POWER Blue Thunder」。

## 概要
這款機車由兩輛相同的Bo-Bo四軸機車重聯而成，牽引逆變器使用了IGBT元件，其持續功率可達5,120kW，牽引力為271.8kN。
機車由東芝位於府中的工廠負責製造，首輛試製車（EH200-901）於2001年下線，出廠時配屬高崎機務段，用於進行各種測試。至2002年10月開始營運服役，行走中央本線及篠之井線。
至2003年3月，該型機車開始量產。截至2008年4月，東芝共製造出18台EH200型機車（量產車的最大號為18），當中2006年度及2007年度先後各交付3台。在2008年及2009年，東芝將會向JR貨物各交付3輛新車。

## 外部連結
- 產品介紹（東芝） （英文）